# Charles Dancla

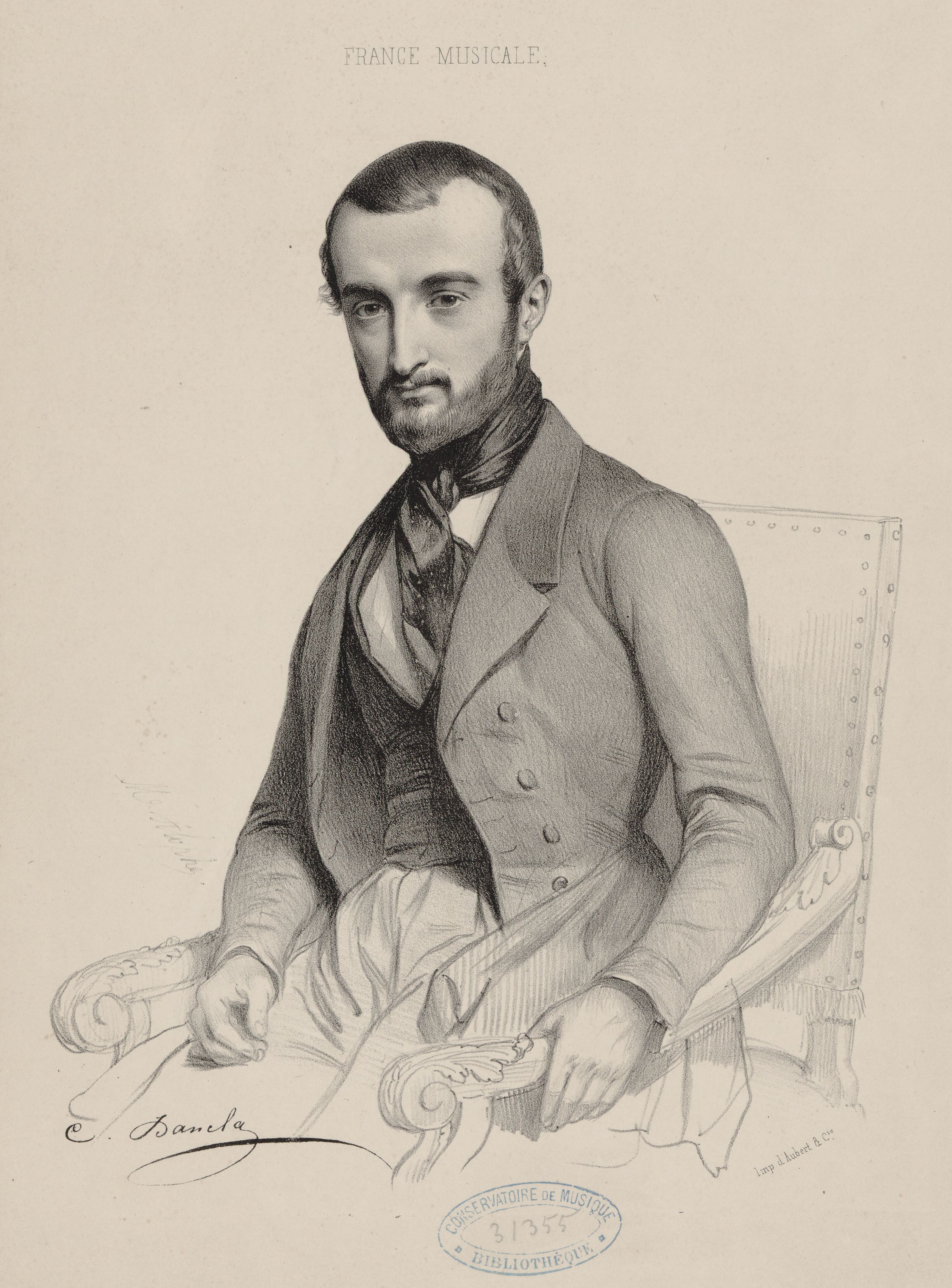
Charles Dancla, litografi av Marie-Alexandre Alophe.

Jean Baptiste Charles Dancla, född 19 december 1817 i Bagnères-de-Bigorre, Hautes-Pyrénées, död 10 oktober 1907 i Tunis, Tunisien, var en fransk violinist och kompositör.
Dancla var lärjunge till Pierre Baillot i violin och till Henri Montan Berton och Jacques Fromental Halévy i komposition. Han blev solist vid Opéra comique 1834 och var konsertmästare vid konservatoriekonserter, samt blev professor vid musikkonservatoriet i Paris 1857. Dancla komponerade mer än 150 verk för violin och kammarmusik. Hans läroböcker i violin, Méthode progressive de violon, Variété et accentuation d'archet, L'art de moduler sur le violon samt L'école de l'expression var på sin tid mycket populära. Som violinist var Dancla en representant för den franska eleganta stilen. Tillsammans med sina bröder cellisten Arnaud Dancla (1819—1862) och violinisten Leopold Dancla (1822—1895) gav han mycket uppskattade kammarmusikaftnar.